# Me and Earl and the Dying Girl
Me and Earl and the Dying Girl är en amerikansk dramakomedifilm från 2015 i regi av Alfonso Gomez-Rejon, med Thomas Mann, RJ Cyler och Olivia Cooke i huvudrollerna. Filmen, som är baserad på Jesse Andrews bok Jag och Earl och tjejen som dör (engelska: Me and Earl and the Dying Girl) från 2012, hade biopremiär i USA den 12 juni 2015, samt i Sverige den 11 december 2015. Inspelningarna av denna film ägde rum i Pittsburgh, Pennsylvania under sommaren 2014.

## Handling
Filmen handlar inledningsvis om en ung tonårskille vid namn Greg Gaines, som försöker göra sig så osynlig som möjligt på gymnasiet, samtidigt som han undviker att skaffa nära vänner. En dag vänds Gregs liv upp och ner helt och hållet, då hans mamma tvingar honom att umgås med sin klasskamrat Rachel Kushner, som precis har blivit diagnostiserad med cancer. Rachel blir senare presenterad för Gregs "medarbetare" Earl Jackson, som egentligen är hans enda närmsta vän. Samtidigt som Greg börjar umgås mer och mer med Rachel, så upptäcker han de stora fördelarna med äkta vänskap, och vad det faktiskt innebär att ha en såpass nära vän.

## Rollista (i urval)
- Thomas Mann – Greg Gaines
  - Gavin Dietz – unga Greg
- RJ Cyler – Earl Jackson
  - Edward DeBruce III – unga Earl
- Olivia Cooke – Rachel Kushner
- Nick Offerman – Victor Gaines (Gregs pappa)
- Molly Shannon – Denise Kushner (Rachels mamma)
- Jon Bernthal – Mr. McCarthy (Greg och Earles historielärare)
- Connie Britton – Marla Gaines (Gregs mamma)
- Chelsea T. Zhang – Naomi
- Katherine C. Hughes – Madison Hartner
- Natalie Marchelletta – Anna
- Matt Bennett – Scott Mayhew
- Bobb'e J. Thompson – Derrick
- Hugh Jackman – sig själv och Logan / Wolverine (röst)